# Nesopachyiulus hercules
Nesopachyiulus hercules är en mångfotingart som beskrevs av Christoph D. Schubart 1960. Nesopachyiulus hercules ingår i släktet Nesopachyiulus och familjen kejsardubbelfotingar. Inga underarter finns listade i Catalogue of Life.